# هاپتوگلوبین

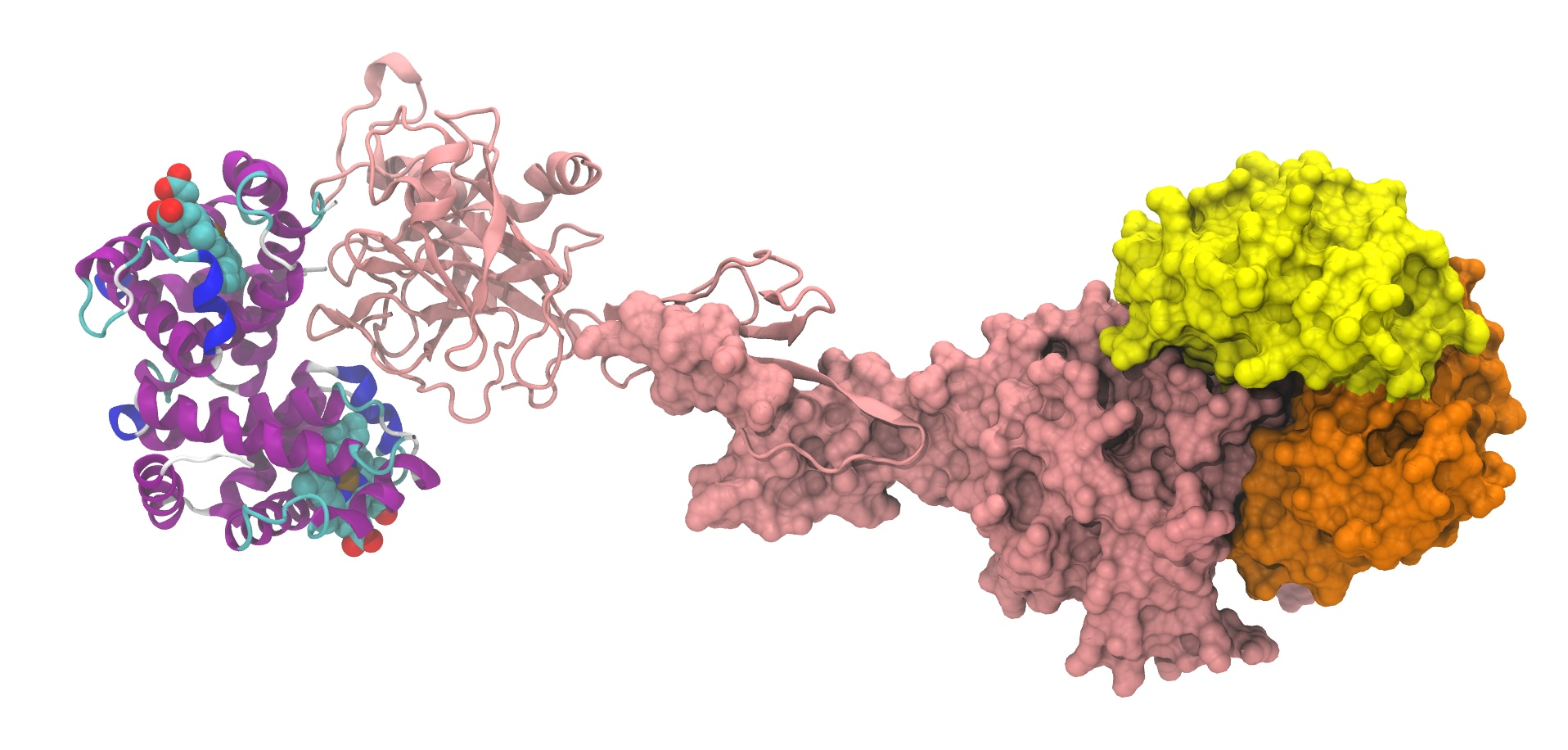
A model of α,β-hemoglobin/haptoglobin hexamer complex

هاپتوگلوبین (انگلیسی: Haptoglobin) یکی از پروتئین‌های موجود در پلاسما است که در کبد تولید می شود  با اتصال بسیار محکم به هموگلوبین رها شده از گویچه‌های سرخ موجب مهار خاصیت اکسیداتیو آن می‌شود. نیز از نشت هموگلوبین به توبول های کلیوی جلوگیری می کند. در نهایت ترکیبِ هاپتوگلوبولین-هموگلوبولین توسط سیستم رتیکولواندوتلیال (عمدتاً در طحال) از جریان خون حذف می‌شود. در بالین، از سنجش مقدار این پروتئین جهت غربالگری و پایش همولایتیک آنمیا داخل عروقی استفاده می‌شود. درintravascular hemolysis هموگلوبین آزاد(Hb) به داخل گردش خون رها می‌شود و هاپتوگلوبین به آن متصل می‌شود و این امر باعث کاهش سطح هاپتوگلوبین می‌شود. برعکس،در extravascular hemolysis به این دلیل که RBC به وسیله reticuloendothelial system بلعیده می‌شود، Hb از RBC به داخل گردش خون رها نمی‌شود در نتیجه سطح هاپتوگلوبین طبیعی خواهد بود..
هاپتوگلوبین یکی از پروتئین‌های فاز حاد است. هاپتوگلوبین آهنی که برای رشد باکتری‌ها لازم است را از محیط رشدشان یعنی خون حذف می کند. باکتری‌ها در کمبود آهن از بین می روند.
از نظر ساختار هاپتوگلوبولین یک گلیکوپروتین دارای چهار زیر واحد، یک کمپلکس تترامر  α2β2 است.